# Misstroendeförklaring
Misstroendeförklaring, eller misstroendevotum, är i en parlamentarisk kontext ett verktyg som den folkvalda församlingen (riksdagen) har för att avsätta en regering eller ett enskilt statsråd.
Initiativet till en misstroendeförklaring tas i riksdagen. Motsatsvis kan regeringen eller ett visst statsråd göra en sak till en kabinettsfråga och därmed meddela sin avsikt att avgå vid bristande stöd i riksdagen.

## Misstroendeförklaringar i Sverige
Misstroendeförklaringar i Sveriges riksdag är en i regeringsformen grundlagsstadgad rättighet som är tänkt att fungera som ett skydd för demokratin. De som väcker misstroendeförklaring behöver formellt inte ange några sakliga skäl för det.
Riksdagen kan på förslag av minst 35 av riksdagens ledamöter avsätta ett statsråd eller, om misstroendeförklaringen riktas mot statsministern, hela regeringen. Vid ett sådant misstroendevotum krävs att en majoritet av riksdagen, det vill säga minst 175 ledamöter, stöder misstroendeförklaringen. Om en misstroendeförklaring mot ett enskilt statsråd går igenom ska denna entledigas av talmannen. Regeringen kan inom en vecka från misstroendeförklaringen söka väljarnas förtroende genom utlysa extra val och då ska något entledigande inte ske.. Till skillnad från tiden före grundlagsreformen 1974 har regeringen ingen rätt att upplösa riksdagen. Talmannen kan dock på begäran av regeringen besluta att kammaren inte ska sammanträda under återstoden av tiden fram till att extra val genomförs..
Sedan 1998 var det i Sverige praxis att något oppositionsparti begärde misstroendevotum efter riksdagsval om inte regeringen självmant avgår. Grundlagsutredningen föreslog att denna praxis skulle grundlagsfästas genom att en förtroendeomröstning (som dock kallas statsministeromröstning och inte misstroendeförklaring) automatiskt äger rum efter varje riksdagsval för att pröva regeringens stöd. Första gången detta kunde ske var 2014, men då regeringen Reinfeldt avgick på valnatten efter 2014 års val skedde ingen omröstning. Den första gången riksdagen röstade om detta var den 25 september 2018, efter 2018 års val. Riksdagen röstade då bort regeringen Löfven I.

### Slutförda omröstningar efter misstroendeförklaringar
Riksdagen har röstat om misstroendeförklaring fjorton gånger. Endast en, mot statsminister Stefan Löfven i juni 2021, har lett till att statsministern blivit fälld. 175 röster krävs för att en förklaring ska gå igenom.
- Oktober 1980: Socialdemokraterna och Vänsterpartiet Kommunisterna väckte en misstroendeomröstning mot statsminister Thorbjörn Fälldin i protest mot regeringens ekonomiska politik. 174 röstade för en misstroendeförklaring, 175 emot.[4]
- Februari 1985: Moderaterna, Folkpartiet och Centerpartiet väckte en misstroendeomröstning mot utrikesminister Lennart Bodström efter hans uttalanden om ubåtskränkningar i samband med Bodströmaffären. 160 röstade för en misstroendeförklaring, 182 emot.[4]
- November 1996: Moderaterna, Folkpartiet och Kristdemokraterna väckte en misstroendeomröstning mot statsminister Göran Persson efter hans uttalanden om ”politisk stabilitet” efter ett besök i Kina. 119 röstade för en misstroendeförklaring, 204 emot (16 avstod från att rösta).[5]
- Oktober 1998: Moderaterna väckte en misstroendeomröstning mot statsminister Göran Persson för att han inte avgått efter valet. 82 röstade för en misstroendeförklaring, 186 emot (74 avstod från att rösta).[4]
- Oktober 2002: Moderaterna väckte en misstroendeomröstning mot statsminister Göran Persson för att tre veckor efter valet inte kommit överens om stöd från Vänsterpartiet och Miljöpartiet. 158 röstade för en misstroendeförklaring, 174 emot (17 avstod från att rösta).[4]
- Januari 2015: Sverigedemokraterna väckte en misstroendeomröstning mot statsminister Stefan Löfven som i samband med regeringskrisen 2014 inte lyckats få igenom sin budgetproposition och dragit tillbaka ett löfte om extra val. 45 röstade för en misstroendeförklaring, 133 emot (155 avstod från att rösta).[6]
- Oktober 2015: Sverigedemokraterna väckte en misstroendeomröstning mot finansminister Magdalena Andersson, då partiet ansåg att förslaget till budget var underfinansierat och inte täckte kostnader för migration. 43 röstade för en misstroendeförklaring, 137 emot (120 avstod från att rösta).[7]
- September 2017: Sverigedemokraterna väckte en misstroendeomröstning mot statsminister Stefan Löfven för hans agerande i turerna kring Transportstyrelsens IT-upphandling. 43 röstade för en misstroendeförklaring, 136 emot (155 avstod från att rösta). [8]
- September 2017: Moderaterna väckte en misstroendeomröstning mot försvarsminister Peter Hultqvist som kritiserats i samband med Transportstyrelsens IT-upphandling. 135 röstade för en misstroendeförklaring, 137 emot (58 avstod från att rösta).[9]
- Maj 2019: Moderaterna väckte en misstroendeomröstning mot socialförsäkringsminister Annika Strandhäll sedan Ann-Marie Begler skilts från uppdraget som generaldirektör för Försäkringskassan, och Strandhäll lämnat motstridiga uppgifter om orsaken till förflyttningen. 172 röstade för en misstroendeförklaring, 113 emot (59 avstod från att rösta).[10]
- November 2019: Sverigedemokraterna väckte en misstroendeomröstning mot justitie- och migrationsminister Morgan Johansson med motiveringen att han ”misslyckats med sitt uppdrag”. 151 röstade för en misstroendeförklaring, 131 emot (57 avstod från att rösta).[11]
- Juni 2021: Sverigedemokraterna väckte en misstroendeomröstning mot statsminister Stefan Löfven sedan Vänsterpartiet meddelat att de inte längre hade förtroende för regeringschefen. Bakgrunden var ett utredningsförslag om fri hyressättning vid nyproduktion[12], så kallade marknadshyror – en överenskommelse från Januariavtalet mellan Socialdemokraterna, Miljöpartiet, Centerpartiet och Liberalerna. Vänsterpartiet gav den 15 juni regeringen 48 timmar på sig att stoppa förslaget. När så inte skedde förklarade vänsterledaren Nooshi Dadgostar vid en pressträff den 17 juni: ”Vänsterpartiet saknar nu förtroende för Sveriges statsminister”. Samma dag begärde Sverigedemokraterna en misstroendeomröstning i riksdagen och även Moderaterna och Kristdemokraterna anslöt till avgångskraven. Den 21 juni röstade 181 för en misstroendeförklaring, 109 emot (51 avstod från att rösta och 8 var frånvarande).[13] Stefan Löfven blev därmed den första statsministern i Sveriges historia som fällts i en misstroendeomröstning.[14]
- Juni 2022: Sverigedemokraterna väcker en misstroendeomröstning mot justitie- och inrikesminister Morgan Johansson med motiveringen att han misslyckats med sitt uppdrag. "Vi har kommit till en punkt där den enskilt viktigaste kriminalpolitiska åtgärden är att förtidspensionera Morgan Johansson" motiverade partiets gruppledare Henrik Vinge.[15] Den 7 juni röstade 174 för en misstroendeförklaring, 97 emot och 70 avstod, medan 8 var frånvarande.[16]
- Januari 2024: Centerpartiet och Miljöpartiet väcker tillsammans en misstroendeomröstning mot klimat- och miljöminister Romina Pourmokhtari. [17] Detta med motiveringen att regeringens klimathandlingsplan, som hon varit ansvarig för, inte följer klimatlagen och därmed inte inkluderar tillräckliga åtgärder för att minska Sveriges klimatutsläpp. Misstroendet fick snabbt ett uttalat stöd av Vänsterpartiet, medan regeringspartierna deklarerade sitt fortsätta förtroende för statsrådet. Dagen innan omröstningen meddelade Socialdemokraterna att de skulle lägga ned sina röster i voteringen. Den 17 januari röstade 66 för en misstroendeförklaring, 172 emot och 104 avstod medan 7 var frånvarande. [18]

### Hot om misstroendeförklaring som inte nått omröstning
Flera gånger har hotet om en misstroendeförklaring varit tillräckligt för att ministrar ska avgå eller entledigas av statsministern.
- Maj 1981: Efter att Centerpartiet, Folkpartiet och Socialdemokraterna gjort upp om skattepolitiken lämnade Moderaterna den borgerliga trepartiregeringen den 5 maj 1981. Tre dagar senare fick talmannen ta emot statsminister Thorbjörn Fälldins avskedsansökan. Den utlösande orsaken var att Socialdemokraterna hotat med en misstroendeförklaring mot den kvarvarande tvåpartiregeringen, och fått stöd för detta från Moderaterna. I statsministeromröstningen den 19 maj kunde Fälldin åter väljas, sedan Moderaterna lagt ner sina röster i utbyte mot vissa löften kring finans- och försvarspolitiken.[19]
- Juni 1988: Anna-Greta Leijons agerande i samband med Ebbe Carlsson-affären väckte kritik. Trots att hon fortfarande hade statsminister Ingvar Carlssons förtroende avgick hon sedan samtliga övriga partier i riksdagen deklarerat att de skulle stödja ett misstroendevotum mot henne.[20]
- December 2005: Efter kritik från Katastrofkommissionen tog Centerpartiets riksdagsgrupp ett beslut om att väcka misstroendevotum mot utrikesminister Laila Freivalds. Inget annat parti ställde sig dock bakom C-förslaget, då de ville avvakta en granskning i konstitutionsutskottet, och Centerpartiet fick aldrig med sig de nödvändiga 35 ledamöterna som krävs för en omröstning.[21] Kritiken mot Freivalds roll under tsunamikatastrofen fortsatte dock, och efter att hon varit inblandad i nedsläckningen av Sverigedemokraternas och tidningen SD-Kurirens hemsidor avgick hon i mars 2006.[22]
- Februari 2012: Socialförsäkringsminister Ulf Kristersson förklarade den 16 februari 2012 att han inte tänkte genomföra riksdagens beslut om en återgång till tidigare regler för sjukskrivnas arbetsförmåga. Efter att Miljöpartiet, Vänsterpartiet, Socialdemokraterna och Sverigedemokraterna sagt sig vara beredda att diskutera ett misstroendevotum ändrade sig Kristersson, och bad om ursäkt på en pressträff. [23][24][25]
- Juli 2017: Inrikesminister Anders Ygeman och infrastrukturminister Anna Johansson avgick sedan Alliansen meddelat att de skulle väcka misstroendevotum mot dem och försvarsminister Peter Hultqvist i spåren av Transportstyrelsens IT-upphandling. Sverigedemokraterna ställde sig bakom Alliansens krav. Även Vänsterpartiet meddelade sitt stöd, men enbart i fallet Johansson. Efter Ygemans och Johanssons avgång valde Liberalerna och Centerpartiet att lägga ned sina röster i omröstningen om Hultqvist.[26]
- December 2019: Vänsterpartiet meddelade den 5 december att de tänker väcka en misstroendeförklaring mot arbetsmarknadsminister Eva Nordmark. Anledningen är till stor del privatiseringen av Arbetsförmedlingen, en reform som omnämns i Januariavtalet. Moderaterna, Kristdemokraterna och Sverigedemokraterna ställde sig bakom misstroendeförklaringen. Den 9 december svarar regeringen, Liberalerna och Centerpartiet att reformen skjuts upp ett år samt att vissa delar i förslaget ändras.[27]

## Regeringschefer som avgått efter misstroendeförklaring
Australien
- Arthur Fadden (1941)
- Malcolm Fraser (1975)

Estland
- Taavi Rõivas (2016)

Franska Polynesien
- Gaston Flosse (2008)[28]

Indien
- Atal Bihari Vajpayee

Israel
- Yitzhak Shamir

Italien
- Amintore Fanfani
- Romano Prodi

Japan
- Shigeru Yoshida
- Masayoshi Ohira
- Kiichi Miyazawa

Kanada
- Sir John A. Macdonald (1873)
- Arthur Meighen (1926)
- John George Diefenbaker (1963)
- Pierre Trudeau (1974)
- Joe Clark (1979)

Norge
- Christopher Hornsrud (1928)
- Einar Gerhardsen (1963)

Spanien
- Mariano Rajoy (1 juni 2018)

Storbritannien
- Lord North
- Stanley Baldwin
- James Callaghan

Sverige
- Stefan Löfven (juni 2021, återkom i juli 2021 som regeringschef igen).

Tyskland
- Helmut Schmidt (1 oktober 1982)
- Gerhard Schröder (1 juli 2005)

Ukraina
- Viktor Jusjtjenko
- Viktor Janukovytj